# Nữ thần núi

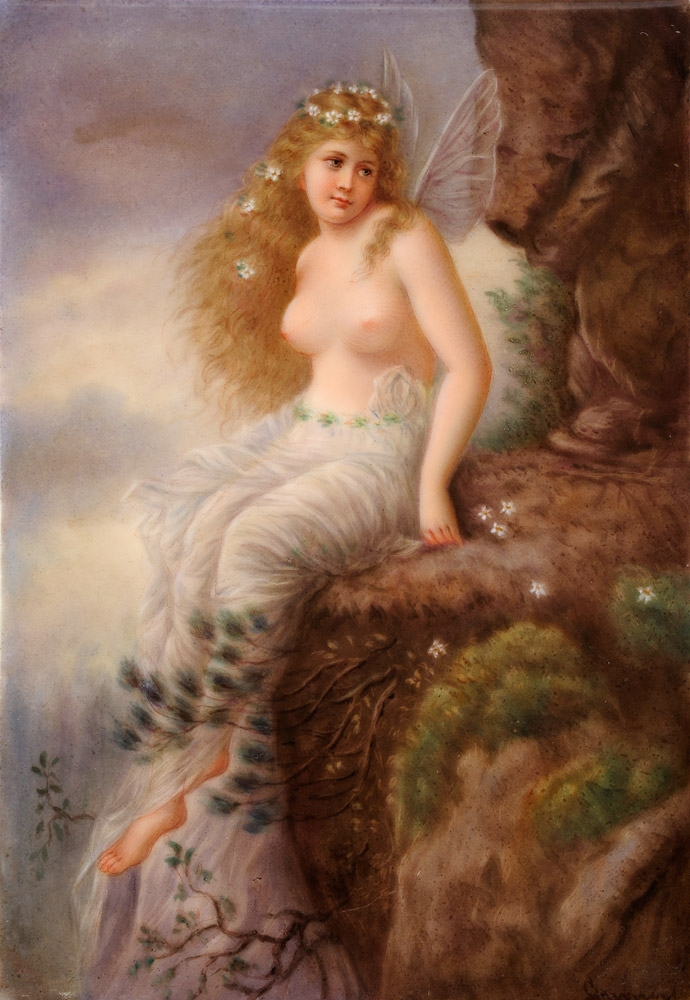
Họa phẩm thời phục hưng về một nữ thần núi

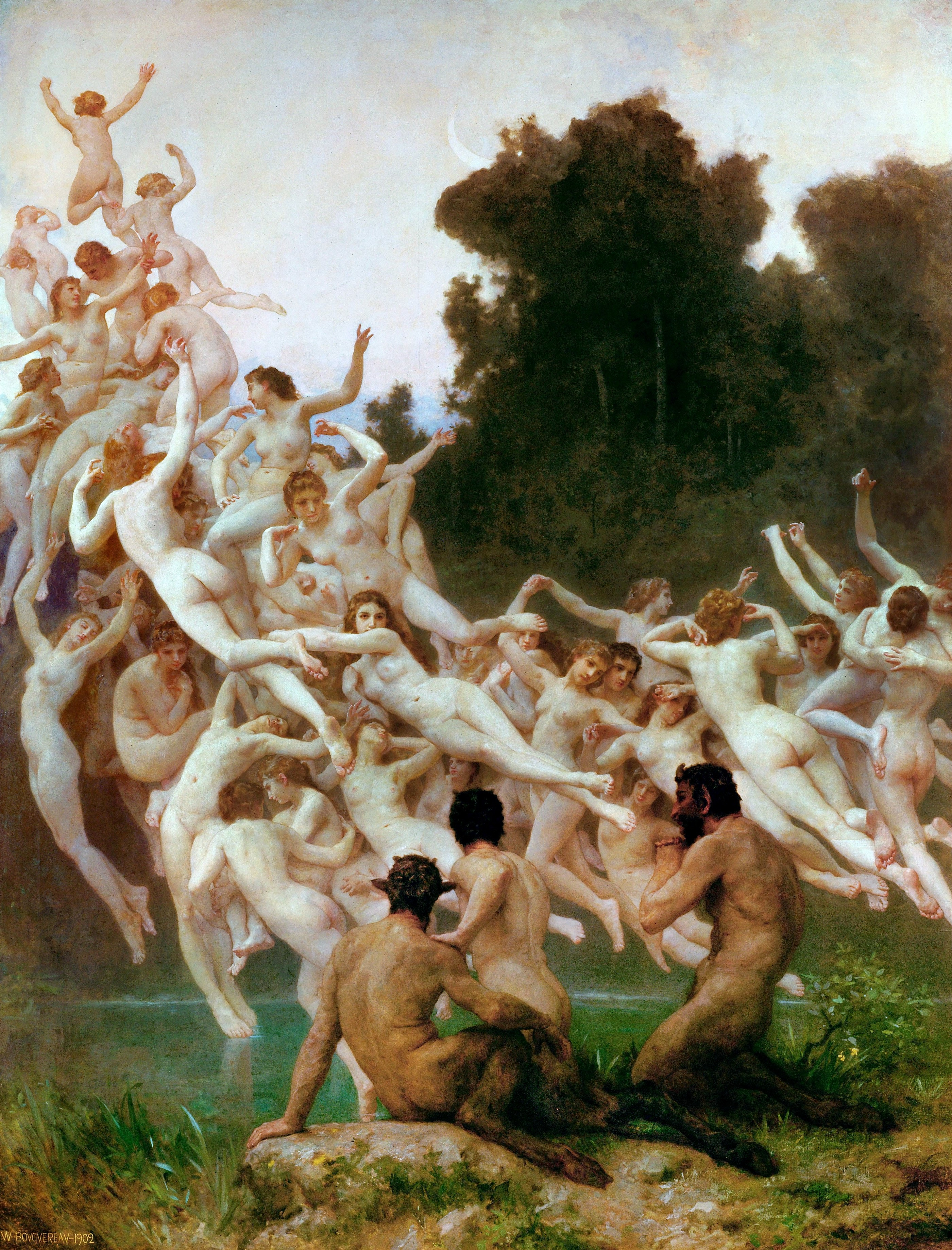
Họa phẩm các nữ thần núi của danh họa William-Adolphe Bouguereau

Nữ thần núi hay Orestiad (tiếng Hy Lạp: Ὀρεάδες/Όρεστιάδες từ ὄρος có nghĩa là "núi") là những vị thần nữ trong thần thoại Hy Lạp sống trong núi, thung lũng, khe núi. Những vị thần núi này hay xuất hiện cùng với nữ thần Artemis khi nữ thần ra ngoài săn bắn, những nữ thần núi hay thích bám vào các vách đá. Thuật ngữ Orestiad có khả năng xuất phát từ thuật ngữ Hi Lạp hóa.

## Các vị thần
- Britomartis
- Claea (ở núi Calathion, Messenia)[2]
- Cyllene hay Kyllene (ở núi Cyllene)[3]
- Daphnis (ở núi Parnassos)[4]
- Echo (ở núi Cithaeron)[5]
- Idaeae (núi Ida, Crete):[6][7]
  - Adrasteia
  - Cynosura
  - Helike
  - Ida
- Nomia (ở núi Nomia, Arcadia)[8]
- Othreis (ở núi Othrys, Malis)[9]
- Sinoe (ở núi Sinoe, Arcadia)[10]
- Sphragitides [11] hay Cithaeronides (núi Cithaeron)[12]
- Những nữ thần núi Nysa